# Operation Northwoods

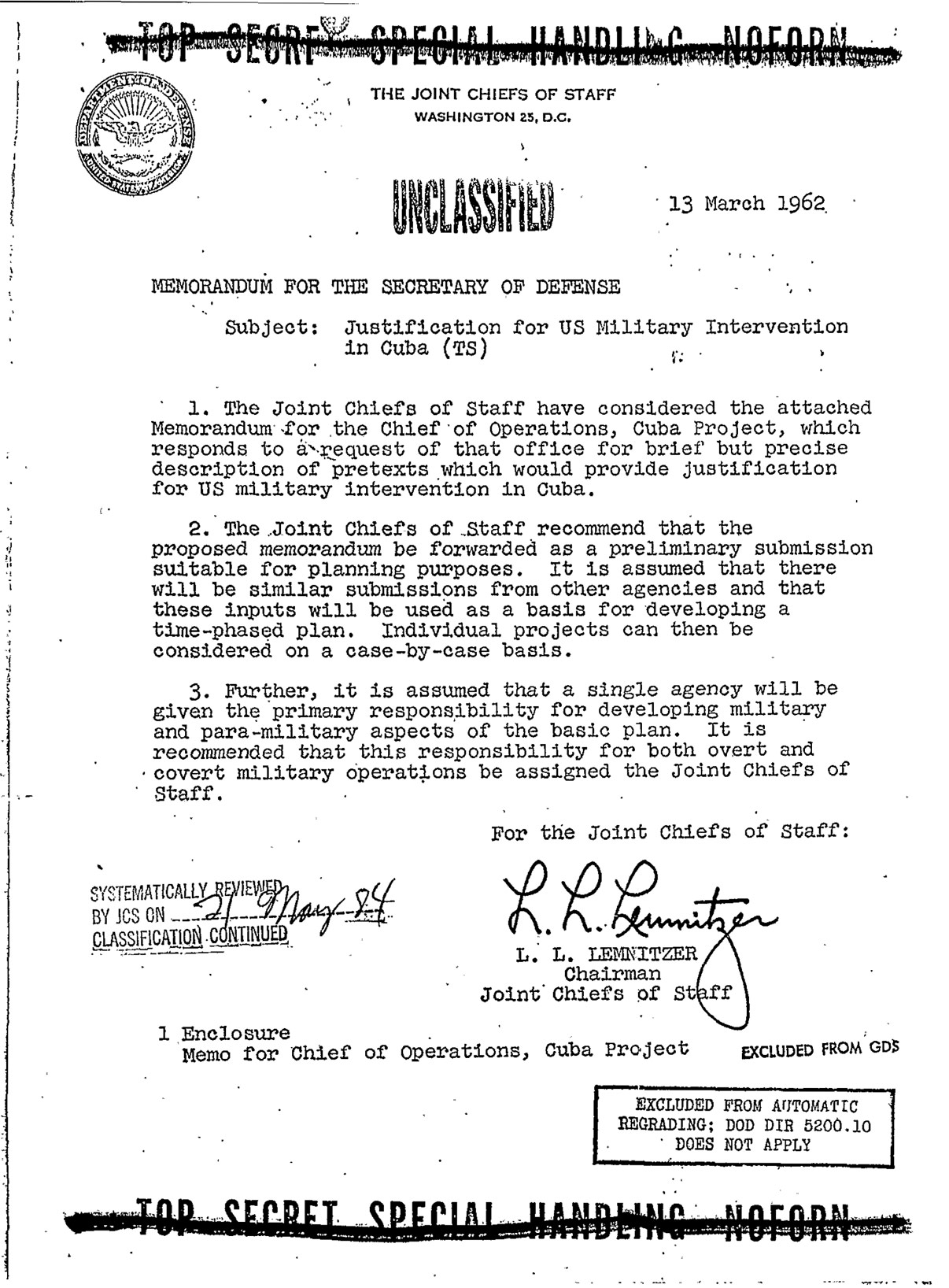
Operation Northwoods memoranda, (13 maart, 1962)

Operation Northwoods is een samenzweringsplan uit 1962 van de Amerikaanse overheid tot terroristische operaties onder valse vlag. Het plan voorzag in het doden van onschuldige mensen en het plegen van terroristische acties in Amerikaanse steden door de CIA of andere Amerikaanse overheidsdiensten om hiermee publieke steun te vergaren voor een oorlog tegen het door Fidel Castro geleide Cuba. Eén van de plannen was het “ontwikkelen van een Cubaanse terroristische terreurcampagne in de grootstedelijke agglomeratie van Miami, andere steden in de staat Florida maar ook in Washington D.C.”
De plannen voorzagen in het plegen van vliegtuigkapingen, bomaanslagen en het gebruik van vals bewijsmateriaal waarmee de schuld van de terroristische aanslagen op betrokkenheid van buitenlandse mogendheden wees.
President Kennedy sprak zijn veto over de operatie uit en gaf de documenten vrij.